# Besnoitiose
Die Besnoitiose („Elefantenhautkrankheit“) ist eine durch das Apicomplexa Besnoitia besnoiti hervorgerufene Parasitose bei Rindern, die durch knotige Veränderungen der Haut und Schleimhäute gekennzeichnet ist.

## Verbreitung
Die Besnoitiose wurde erstmals im frühen 19. Jahrhundert beschrieben und beschränkte sich auf die Pyrenäen-Regionen Frankreichs und Portugals. Ab den 1940er Jahren wurden Erkrankungen auch in Afrika, Asien und Südamerika festgestellt. Seit den 1990er Jahren scheint sich die Erkrankung auch innerhalb von Europa auszubreiten, zunächst über weitere Regionen Frankreichs und Portugals sowie Spanien und Italien. 2008 wurde der erste Ausbruch in Bayern beobachtet. Im Juli 2012 wurde die Krankheit erstmals an vier Importrindern in der Schweiz festgestellt.
Der Übertragungsweg des Erregers ist bislang nur wenig erforscht. Es wird vermutet, dass er wie andere Besnoitia-Spezis einen Wirtswechsel vollzieht und Rinder einen Zwischenwirt darstellen. Der Endwirt ist bislang unbekannt. Eine Übertragung über blutsaugende Insekten ist gesichert. Inwieweit auch Fliegen als mechanische Überträger in Frage kommen ist nicht geklärt. Auf jeden Fall kann die Besnoitiose über Blutkontakte von Rind zu Rind übertragen werden. Ob auch ein intensiver Kontakt oder der Deckakt eine Rolle bei der Übertragung spielen, ist nicht wissenschaftlich bewiesen.

## Klinik
Bei der akuten Infektion tritt hohes Fieber auf. Bei trächtigen Kühen kann es zu Fehlgeburten kommen, bei Bullen kommt es aufgrund einer Orchitis zu Fruchtbarkeitsstörungen. Bei infizierten Tieren kommt es trotz guter Futteraufnahme zu einem Körpermasseverlust.
Die chronische Infektion ist durch die charakteristischen Hautbeulen und Knötchen des Bindehautüberzugs der Sclera gekennzeichnet, die durch Einlagerung von Parasitenzysten entstehen. Es besteht kein Juckreiz.

## Bekämpfung
Eine spezifische Behandlung ist nicht bekannt. Die Bekämpfung richtet sich vor allem auf die Verhinderung der weiteren Verbreitung durch Vermeidung von Zukäufen aus infizierten Beständen oder die serologische Untersuchung von Zukäufen zur Erkennung symptomloser Träger.
Wenn ein Erkrankungsfall nachgewiesen wurde, ist die gesamte Herde serologisch zu untersuchen und infizierte Tiere sollten abgesondert werden. Zur Vermeidung der Übertragung können Insektizide und Repellentien angewendet werden.